# 미로

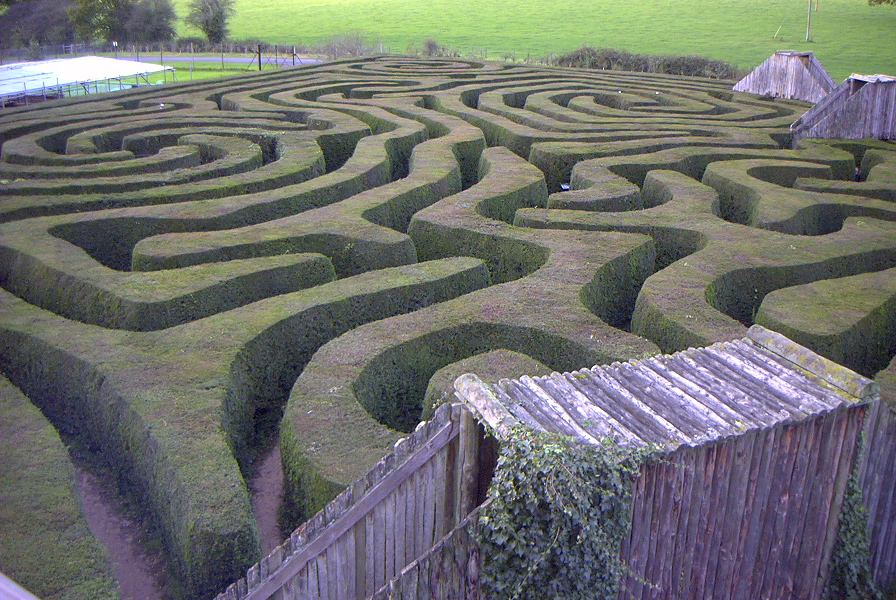
잉글랜드 롱리트에 위치한 미로

미로(迷路, maze)는 복잡한 길을 찾아 출발점부터 시작해 도착점까지 도달하는 퍼즐이다. 미로는 길을 잃게 만들어 목표지점에 도달하기 어렵게 만드는 구조이고, 미궁(迷宮)은 목표지점에 도달할 때까지 갈림길이 없이 연결되도록 한 것이다. 둘 다 유사한 공간의 반복으로 최종목적지에 도달하기까지 심리적인 압박을 받으며, 그 강도에 따라 미로나 미궁의 복잡성이 서로 다를 수 있다. 미로나 미궁의 복잡한 구조를 단순화 시켜놓은 것이 직선다이어그램이며, 이는 입구와 출구를 직선상에 표시하고, 중간의 갈림길을 직선상의 좌우 또는 상하에 표시함으로써 미로나 미궁의 전체 구조를 단순화하여 보여준다.

## 구성
미로는 벽과 방, 울타리, 잔디, 옥수수 줄기, 짚단, 책, 대조되는 색상이나 디자인의 포석, 벽돌, 옥수수와 같은 농작물 밭으로 만들어졌다. 옥수수 미로는 매우 클 수 있다. 보통 한 번의 재배 기간 동안만 보관되므로 매년 다를 수 있으며 계절별 관광 명소로 홍보된다.
실내에서 거울 미로(mirror maze)는 미로의 또 다른 형태로, 겉보기 경로의 대부분이 거울의 다중 반사를 통해 보이는 가상의 경로이다. 또 다른 유형의 미로는 문으로 연결된 일련의 방으로 구성된다(따라서 이 정의에서 통로는 또 다른 방에 불과합니다). 플레이어는 한 지점에 들어가서 다른 지점으로 나가거나 미로의 특정 지점에 도달하는 것일 수도 있다. 미로는 종이에 인쇄하거나 그린 다음 연필이나 손가락 끝으로 그릴 수도 있다. 미로는 눈으로 지을 수 있다.
미로 디자인을 위한 품질 규칙은 각 미로가 렌더링되는 매체에 따라 다르다. 사람들이 걷는 미로는 기본 분기점에서 닫힌 끝을 나타내서는 안 된다. 회전이 실행 가능한 경로로 이어지는지 확인한다. 종이에 추적된 미로는 일반적으로 막다른 골목에 있는 경로에 대해서도 길고 대부분 평행하며 복잡한 경로를 사용하므로 미로를 추적하는 사람은 연필이 분기점에 설정되어 있는 동안 막다른 골목을 식별하는 데 어려움을 겪는다.

## 미로 만들기
미로 만들기는 미로 내의 통로와 벽의 레이아웃을 디자인하는 행위이다. 미로를 생성하는 데에는 손으로 또는 컴퓨터를 통해 자동으로 생성하기 위한 다양한 미로 생성 알고리즘을 포함하여 다양한 접근 방식이 있다.
미로를 생성하는 데 사용되는 두 가지 주요 메커니즘이 있다. "조각 통로"(carving passages)에서는 사용 가능한 경로망을 표시한다. "벽 추가"를 통해 미로를 만들 때 열린 공간 내에 일련의 장애물을 배치한다. 종이에 그린 대부분의 미로는 벽을 그리는 방식으로 이루어지며 표시 사이의 공간이 통로를 구성한다.

## 미로 풀기
미로 풀기는 미로를 처음부터 끝까지 통과하여 길을 찾는 행위이다. 일부 미로 풀기 방법은 미로에 대한 사전 지식이 없는 여행자가 미로 내부에서 사용하도록 설계된 반면, 다른 일부는 미로 전체를 한 번에 볼 수 있는 사람이나 컴퓨터 프로그램에서 사용하도록 설계되었다.
수학자 레온하르트 오일러(Leonhard Euler)는 평면 미로를 수학적으로 분석한 최초의 사람 중 한 명으로, 이를 통해 위상수학으로 알려진 수학 분야에 최초로 중요한 공헌을 했다.
루프가 없는 미로를 "표준" 또는 "완벽한" 미로라고 하며 그래프 이론의 트리와 동일하다. 따라서 많은 미로 풀기 알고리즘은 그래프 이론과 밀접한 관련이 있다. 직관적으로 미로 속의 길을 올바른 방법으로 당기고 쭉 뻗으면 나무(트리)를 닮은 결과가 나올 수 있다.

## 갤러리

고난이도의 미로
작은 미로찾기 (정답 보기)

## 같이 보기
- 미스터리 서클
- 메이즈 ('미로'의 영어 낱말)